# Protocole de Lusaka
Le Protocole de Lusaka, signé à Lusaka le 31 octobre 1994, est un accord entendant mettre fin à la guerre civile angolaise en intégrant et désarmant l’UNITA pour entamer un processus de réconciliation nationale. Les deux parties au conflit signèrent un cessez-le-feu complétant le protocole le 20 novembre de la même année.

## Négociation
À la fin de l’année 1993, l’UNITA contrôlait plus de 70 % du territoire de l’Angola mais plusieurs victoires militaires successives des forces gouvernementales en 1994 forcèrent la rébellion à rechercher un accord de paix. En novembre, le gouvernement avait récupéré 60 % du pays. Le leader de l’UNITA, Jonas Savimbi, refusant de signer personnellement, chargea son ancien secrétaire général, Eugenio Manuvakola, de signer à sa place, ce à quoi le président José Eduardo dos Santos répondit en envoyant son ministre des affaires étrangères, Venancio de Moura, représenter le MPLA.
Le président du Zimbabwe Robert Mugabe et le président de l’Afrique du Sud Nelson Mandela se rencontrèrent à Lusaka le 15 novembre 1994, dans une tentative de promouvoir le protocole. Tous deux se déclarèrent désireux de rencontrer Savimbi et Mandela l'invita en Afrique du Sud, mais le leader angolais ne s'y rendit pas.

## Termes du traité
Le traité prévoit le cessez-le-feu et la démobilisation des troupes gouvernementales et de l'UNITA. Cinq mille cinq cents membres de l'UNITA, dont 180 militants, rejoindraient les rangs de la police nationale angolaise; 1200 membres, dont 40 militants, intégreraient les forces de police de réaction rapide et les généraux de l'UNITA deviendraient des officiers des forces armées angolaises. Les mercenaires étrangers, quant à eux, devraient retourner dans leur pays d'origine et toutes les parties en conflit cesseraient d'acquérir des armes à l'étranger. Le gouvernement s'engagea à nommer des membres de l'UNITA à la tête des ministères des mines, du commerce, de la santé et du tourisme ainsi que des provinces de Uige, Lunda-Sud et Cuando-Cubango, auxquels viendraient s'ajouter des ambassadeurs et des administrateurs communaux. Le gouvernement devait également libérer tous les prisonniers politiques et amnistier l'ensemble des militants impliqués dans la guerre civile.
L'accord fonda une commission mixte, chargée de surveiller les violations des dispositions du protocole et  composée d'officiels du gouvernement angolais, de l'UNITA et des Nations unies, avec les gouvernements du Portugal, des États-Unis et de la Russie dans le rôle d'observateurs.

## Mise en œuvre
La Troisième mission de vérification des Nations unies en Angola (UNAVEM III) fut chargée de surveiller le respect de l’accord. Les Nations unies fermèrent largement les yeux sur les achats d’armes à l’étranger par l’UNITA et les deux parties continuèrent à alimenter leur arsenal. Le Conseil de sécurité des Nations unies ne constitua pas de réelle force de maintien de la paix dans la région avant 1995 et retarda son plein déploiement jusqu’à la fin de l’année 1996. Le Représentant spécial des Nations unies, Blondin Beye, renonça à dénoncer les violations des droits humains portées à sa connaissance de peur de compromettre l’ensemble du processus de paix. Il changea toutefois d’avis en mai 1998 et les Nations unies commencèrent à rapporter les abus dont elles étaient témoins. Entretemps, l’UNITA avait acheté une grande quantité d’armes en Albanie, en Bulgarie, au Zaïre, en Afrique du Sud, au Congo, en Zambie, au Togo et au Burkina Faso. En octobre 1997, les Nations unies imposèrent des restrictions de voyage aux leaders de l’UNITA mais attendirent jusqu’en juillet 1998 pour limiter ses exportations de diamants et geler ses comptes en banque. Pendant la même période, le gouvernement reçut de larges stocks d’armes des gouvernements de Biélorussie, du Brésil, de Bulgarie, de Chine et d’Afrique du Sud. Ces livraisons ne violaient pas en soi le protocole mais aucun des États précités n’en informa le Registre des Nations unies sur les armes conventionnelles, comme ils en avaient l'obligation.
En février 1995, trois mois après la signature du traité, le général João de Matos (pt) avait regretté publiquement le processus, déclarant que la paix ne pouvait être réalisée qu’en infligeant une défaite militaire à l’UNITA. En décembre 1998, le gouvernement et l'UNITA reprirent les combats armés, les deux parties tuant des civils de manière indiscriminée et se livrant à des actes de tortures et à d’autres violations des droits humains. Le processus de paix fut définitivement rompu et la guerre reprit jusqu’en 2002 et la mort de Savimbi.